# Специјална бригада
Специјална бригада је била елитна оружана јединица Војске Србије, формирана 2006. године током периода смањивања  војске, обједињавањем делова 63. падобранске и 72. специјалне бригаде које су смањене на ниво батаљона, а чија је основна намена дејство у дубини непријатељске територије из ваздуха, воде и копна, док је један део формације специјализован за блиску урбану борбу, односно противтерористичка дејства. Део бригаде је био и Батаљон за противтерористичка дејства „Соколови", претходно изузет из 72. специјалне бригаде. 
Команда бригаде је била у Панчеву, а јединице су стациониране у Нишу и Панчеву. Последњи командант Специјалне бригаде је бригадни генерал Мирослав Талијан.
Указом председника Александра Вучића и одлуком Генералштаба 21.  децембра 2019, а у циљу јачања војне и одбрамбене моћи земље, одлучено је да Специјална бригада буде расформирана, а да се од њених батаљона поново формирају 63. падобранска бригада и 72. бригада за специјалне операције.

## Структура
Организациону структуру елитне Специјалне бригаде чине:
- Командни батаљон
- 63. падобрански батаљон
- 72. извиђачко-диверзантски батаљон
- Соколови - противтерористички батаљон

## Намена и задаци
Задаци Специјалне бригаде:
- извиђање у стратегијској, оперативној и тактичкој дубини,
- извођење диверзија на непријатељским војним објектима,
- учешће у обавештајним операцијама,
- решавање талачких ситуација,
- уништење терористичких група,
- угушење оружане побуне,
- откривање и обележавање циљева за дејство авијације и артиљерије и
- спасавање оборених пилота, остављених и убачених извиђачко-диверзантских група и појединаца у позадини непријатеља.

## Наоружање
У јединицама Специјалне бригаде користи се различито најсавременије пешадијско оружје и специфично наоружање специјалних јединица домаће и стране производње.

## Обука
Специјална бригада организује интензивну обуку, која је подељена у три дела и реализује се током трогодишњег периода.
Селективна обука траје 9, односно 13 недеља, 7 дана у седмици. Тежиште обуке је усмерено на одабир најбоље ментално и физички способних и високо мотивисаних кандидата који могу издржати изазове с којима се могу сусрести током службе. За време селективне обуке кандидати реализују садржаје из следећих предмета: физичка обука, гађање и ватрена обука, тактичка обука, тактичка обука специјалних јединица, топографија и оријентација на земљишту, падобранска обука и завршни испит.
Основна обука специјалних јединица траје годину дана (2 периода по 6 месеци) и састоји се од: физичке обуке, гађања и ватрене обуке, тактичке обуке, тактичке обуке специјалних јединица, топографије и оријентације на земљишту, средстава и система за ватрену подршку, средстава телекомуникација и процедура саобраћаја телекомуникационим средствима и тактичких вежби.
Напредна обука специјалних јединица траје две године и обухвата усавршавања путем курсирања, при чему се похађају следећи курсеви:
- извиђачко-диверзантски курс за официре и подофицире,
- виша падобранска обука,
- курс инструктора падобранства,
- курсеви енглеског језика,
- курсеви снајпера,
- обука у преживљавању у природи,
- курс алпинистике и ГСС,
- курсеви за рониоце,
- курсеви рушења елемената и материјала,
- курсеви импровизованих експлозивних средстава и
- курс инструктора обуке у преживљавању.

Поред обуке у Специјалној бригади, део припадника Бригаде школује се и обучава у центрима за обуку у иностранству.

## Традиције
Специјална бригада Копнене војске формирана је 29. септембра 2006. године преформирањем и обједињавањем 72. специјалне и 63. падобранске бригаде, као и мањих делова 82. поморског центра и Противтерористичког одреда „Кобре“.
Дан Специјалне бригада обележава се 29. септембра. Тог дана 2006. године, наредбом министра одбране Републике Србије, формирана је бригада.